# Barbacenia exscapa
Barbacenia exscapa är en enhjärtbladig växtart som beskrevs av Carl Friedrich Philipp von Martius. Barbacenia exscapa ingår i släktet Barbacenia och familjen Velloziaceae. Inga underarter finns listade.